# Phalacrus aethiops
Phalacrus aethiops is een keversoort uit de familie glanzende bloemkevers (Phalacridae). De wetenschappelijke naam van de soort werd in 1871 gepubliceerd door Gerstaecker.